# Cremnops turrialbae
Cremnops turrialbae är en stekelart som beskrevs av Berta 1998. Cremnops turrialbae ingår i släktet Cremnops och familjen bracksteklar. Inga underarter finns listade i Catalogue of Life.